# درک بلوتی
درک بلوتی (انگلیسی: Derek Bellotti؛ زادهٔ ۲۵ دسامبر ۱۹۴۶) بازیکن فوتبال اهل بریتانیا است.
از باشگاه‌هایی که در آن بازی کرده‌است می‌توان به باشگاه فوتبال مارگیت، باشگاه فوتبال چارلتون اتلتیک، باشگاه فوتبال بیدفورد، باشگاه فوتبال سالتش یونایتد، باشگاه فوتبال بدفورد تاون، باشگاه فوتبال ایلفراکوم تاون، باشگاه فوتبال تورکی یونایتد، باشگاه فوتبال گیلینگام، باشگاه فوتبال سوانزی سیتی، باشگاه فوتبال ساوتند یونایتد، باشگاه فوتبال مایدستون یونایتد، باشگاه فوتبال نیوکی، و باشگاه فوتبال سنت بلیزی اشاره کرد.